# Kleinkastell Gheriat esh-Shergia

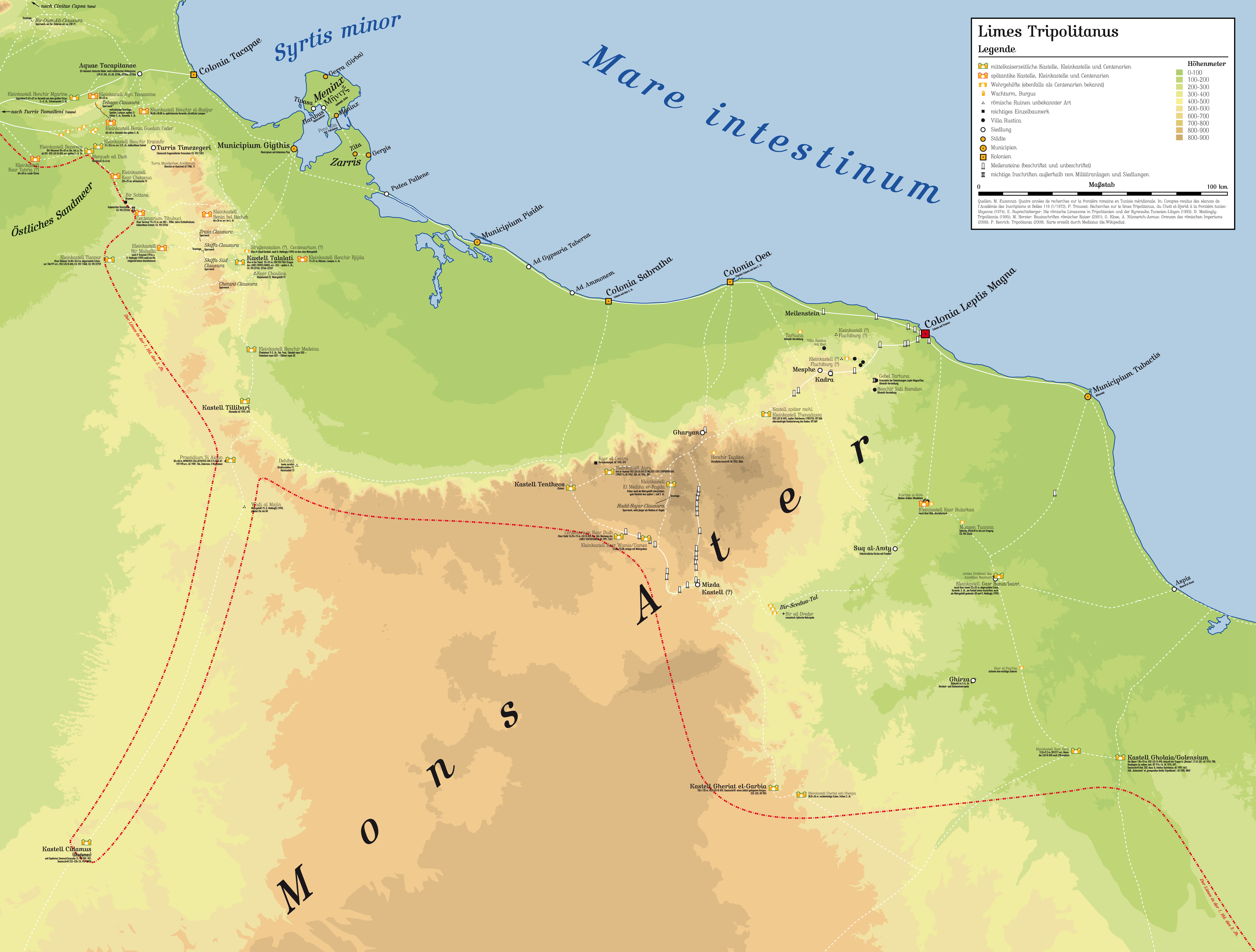
Das Kleinkastell Gheriat esh-Shergia im Verbund des Limes Tripolitanus

Das Kleinkastell Gheriat esh-Shergia, auch Gheriat es Scerghia, ist ein ehemaliges römisches Militärlager, dessen Besatzung für Sicherungs- und Überwachungsaufgaben am Limes Tripolitanus, einem tiefgestaffelten System von Kastellen und Militärposten, in der römischen Provinz Africa proconsularis beziehungsweise Numidia zuständig war. Die kleine Befestigung, die im frühen 20. Jahrhundert in ein italienisches Fort umgewandelt wurde, befindet sich in der gleichnamigen Oase am Nordrand des Fessan und der Sahara im Munizip al-Dschufra in Libyen. Nahebei liegt der heutige Oasenort Qaryat. Die hochaufragenden Reste der Umfassungsmauer des Kleinkastells sind auf einem Felssporn über der von Norden in die Wüstenstadt Ash Shurayf führenden Straße zu besichtigen.

## Lage
Der für eine kleine Abteilung errichtete Garnisonsort wurde auf einem rund 300 Meter langen und zwischen 260 und 330 Meter breiten, nach Süden, Westen und Norden aufragenden Felssporn errichtet. Diese als Plateau ausgebildete Erhebung fällt über eine Klippe mit viel Schuttgeröll rund 20 Meter zur südwestlich gelegenen Oase hin ab. Deren Zentrum befindet sich in einem schmalen nordöstlich orientierten Wadi, das rund einen Kilometer südlich des Felssporns bereits auf rund 490 Höhenmeter ansteigt. Die den Platz weithin beherrschende Fortifikation nimmt nur den südlichen Bereich des Felssporns ein, die Fernsicht nach Norden ist jedoch sehr eingeschränkt. Im Bereich des Wadis verläuft von Norden kommend eine historische Handelsroute in den Fessan. Zum nächstgelegenen 2,25 Hektar großen Kastell bei Gheriat el-Garbia, das in einer Entfernung von rund 20 Kilometern lag, bestand Sichtkontakt. Zusätzlich gab es die Möglichkeit einer Signalverbindung. Der moderne Oasenort liegt westlich des Kastells. Er wird durch eine bereits früher gut ausgebaute Straßentrasse, die in den Jahren 1980 bis 1981 vollständig erneuert wurde, mit der Stadt Mizda (Kastell Mizda) verbunden. Die Oasen Gheriat esh-Shergia und Gheriat el-Garbia liegen am Ende zweier Nebenwadis, die beide in das große Wadi Zemzem münden. Westlich von ihnen erstreckt sich nach Süden hin das unwirtliche Felsplateau der Hammada al-Hamra.

## Forschungsgeschichte
Der britische Archäologe Richard Goodchild (1918–1968) wurde durch seine langjährigen Untersuchungen in Tripolitanien ab 1946 einer der ersten, die ein umfassendes Bild der römerzeitlichen Aufsiedlung und des Limes Tripolitanus in dieser Region zeichnen konnten. Er war es auch, der das nach dem verlorenen Afrikafeldzug (1940–1943) von den italienischen Truppen verlassene Fort Bacone bei Gheriat esh-Shergia aufsuchte, um dort nach den Überresten des Kleinkastells zu suchen. Im Jahr 1949 berichtete er zusammen mit seinem Kollegen John Bryan Ward-Perkins (1912–1981) erstmals von dieser Fundstätte. Zu Beginn der 1970er Jahre besuchte der französische Archäologe René Rebuffat die Stätte. Die nächste wichtige Untersuchung fanden 1980 unter dem britischen Archäologen David Mattingly statt, der an einem mehrjährigen UNESCO-Programm (UNESCO Libyan Valleys Survey) teilnahm, das unter anderem klären sollte, wie es die Römer geschafft hatten, die landwirtschaftliche Nutzung in den kargen Regionen des libyschen Hinterlandes zum Blühen zu bringen.

## Baugeschichte
Wie noch im frühen 20. Jahrhundert, als die italienische Besatzung am Kastell eine neue Garnison einrichtete, befand sich bereits in der Antike an der Oase von Gheriat esh-Shergia eine bedeutende Handelsroute in den Fessan. Diese Tatsache wird die verantwortlichen römischen Offiziere und Geometer dazu bewogen haben, an diesem beherrschenden Platz einen Militärposten zu errichten. Auch am größeren Militärplatz Gheriat el-Garbia führte ein Zugang in den Fessan, doch scheint der Weg über Gheriat esh-Shergia bedeutender gewesen zu sein. In diesem Sinne könnte das kleine Gheriat esh-Shergia als entferntes „Auge“ von Gheriat el-Garbia angesehen werden. Der Platz bot zudem eine letzte Möglichkeit, Wasser, Datteln, Getreide und Gemüse zu fassen, um die Weiterreise über die kahle Hammada al-Hamra bestehen zu können.
Die rechteckige, 38,80 × 26 Meter (= 0,10 Hektar) große, an drei Seiten sehr gut erhaltene Umfassungsmauer, ist bis auf eine Höhe von rund sieben Metern erhalten geblieben. Sie besteht aus sehr sauber zugerichteten Quaderblöcken von maximal 0,70 Metern Höhe und wurde aus anstehendem Kalkstein gewonnen. Die erhaltenen Gebäudeecken sind leicht abgerundet und abgeschrägt, ein Merkmal wie es auch am Kleinkastell Gasr Banat festgestellt worden ist. Das Fundament beider Bauwerke springt leicht vor. Dort fand sich auch datierbare Keramik, die in das dritte nachchristliche Jahrhundert verweist. Wie die Innenbebauung von Gheriat esh-Shergia ausgesehen haben mag, ist bisher unklar, doch gibt es laut Mattingly an der rauer belassenen Innenseite der Umfassungsmauer Anzeichen dafür, dass dort Mauern angebaut worden waren. Der Wissenschaftler erkannte, dass die von außen sichtbaren rechteckigen Quader im Inneren des Kleinkastells ursprünglich wohl mit Bruchsteinmauerwerk hinterfüttert und verstärkt waren. Dieses Mauerwerk ist jedoch fast vollständig abgefallen und/oder zerstört worden. Unmittelbar an diese innere Wandung wiederum, stießen offenbar die das Bauwerk im Inneren strukturierenden raumtrennenden Mauerzüge. Insgesamt ist mit einem ursprünglich mindestens zweistöckigen Bauwerk zu rechnen. Der Zugang zu einem der heute zerstörten Innenräume lässt sich noch anhand von einem Paar massiven Schwellensteinen feststellen, die allem Anschein nach noch in situ erhalten geblieben sind. Da die drei erhaltenen Seiten der Umfassungsmauer keinerlei Durchbrüche aufweist, die auf einen Eingang zu dem Kleinkastell hinweisen könnten, muss dieser Zugang von der heute zerstörten Südostseite erfolgt sein, die über dem Abhang zur Oase hin lag.
Welche Einheit das Kleinkastell belegte, ist unbekannt. Daher kann nicht gesagt werden, ob hier eine reguläre Einheit, eine Vexillation der in Gheriat el-Garbia gelegenen Truppe oder Limitanei stationiert waren.

Kleinkastell Gheriat esh-Shergia (2006)
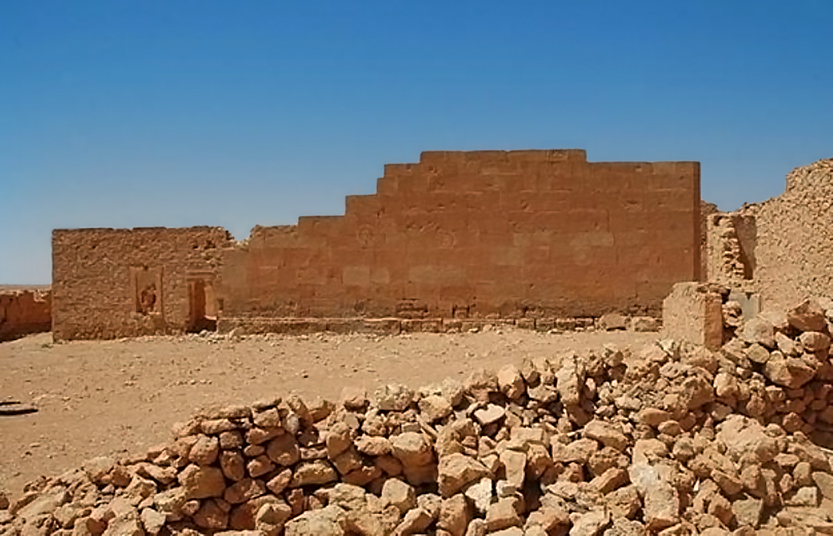
Blick auf die nordöstliche Außenmauer des Kleinkastells mit sauber gesetzten Quadersteinen. Im Gegensatz dazu stehen die aus Bruchsteinen errichteten italienischen Ergänzungsbauten.
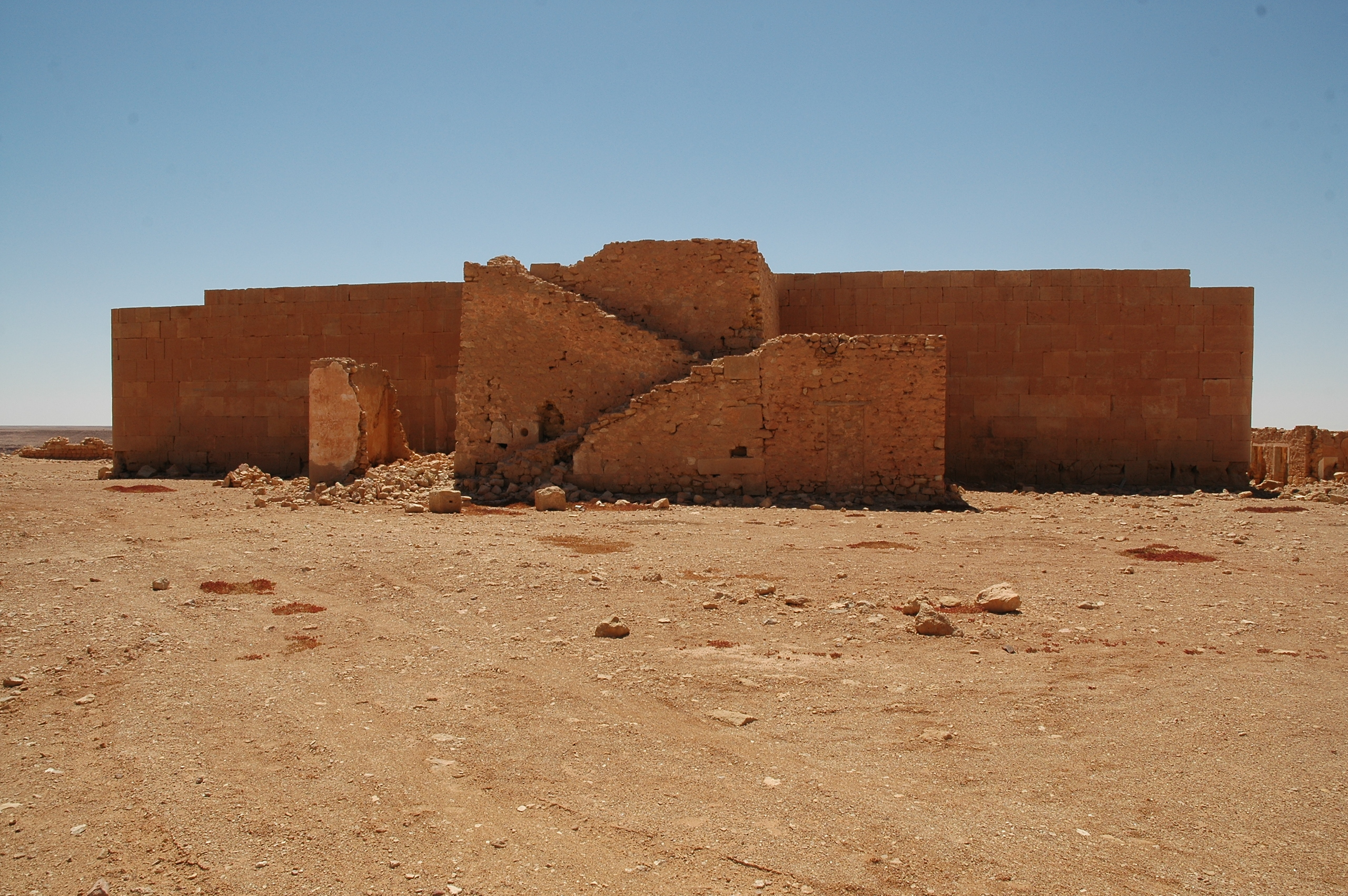
Das Photo zeigt die Nordwestseite des Kastells mit dem davorgesetzten Treppenturm aus italienischer Zeit.

## Datierung
Wie der britische Archäologe David Mattingly ausführte, wurde in der Vergangenheit im Allgemeinen angenommen, dass das Kleinkastell von Gheriat esh-Shergia jünger datiert als die wesentlich größere Anlage von Gheriat el-Garbia, welche anhand der 1965 entdeckten und 1966 veröffentlichten Bauinschrift wohl in die Jahre 198 bis 201 n. Chr., die Zeit des Statthalters Quintus Anicius Faustus (198–201), datiert werden kann. Der während der Regierungszeit des Kaisers Septimius Severus (193–211) amtierende Anicius Faustus ließ als legatus Augusti pro praetore der gerade verfassungsmäßig neu eingerichteten Provinz Numidia die römische Außengrenze nach Süden hin militärisch ausbauen und errichtete mehrere neue Garnisonsorte. Mattingly sah es als vorstellbar an, dass Gheriat esh-Shergia auch älter, also eine vorseveranische Gründung sein könnte. Der Archäologe zog als möglichen Beweis für diese These die von ihm festgestellte Befundlage am rückwärtig gelegenen Gasr Banat heran, dessen Konstruktion der von Gheriat esh-Shergia sehr ähnelt. Zudem konnte am Gasr Banat sogenannte „African Red Slip Ware“ (ARS), ein in Nordafrika produzierter Terra-Sigillata-Typus, datiert werden. Laut dem von dem Keramikexperten John W. Hayes erarbeiteten Katalog gehört die ARS vom Gasr Banat dem Typ 27 an und ist damit zwischen den Jahren 160 und 220 n. Chr. hergestellt worden.
Der Archäologe Michael Mackensen konnte sich vorstellen, dass die weit nach Süden vorgeschobenen Grenzkastelle wie Kastell Gheriat el-Garbia – und damit auch das nahe Gheriat esh-Shergia – genauso wie das von ihm untersuchte Kastell Gholaia/Bu Njem in der Zeit kurz nach 260 n. Chr. aufgegeben wurden, um den tripolitanischen Grenzverlauf nach Norden zurückzuverlegen. Einen Hinweis auf diese Entwicklung könnte der Einsatz der Cohors VIII Fida (equitata) geben. Aus auf Ostraca erhaltenen Tagesmeldungen vom Kastell Gholaia geht hervor, dass einige Reiter (equites) der Cohors VIII Fida zumindest in den Jahren 258/259 n. Chr. von ihrer Stammeinheit im bis heute noch nicht lokalisierten Kastell Secedi nach Gholaia als dispositi detachiert waren, um unter anderem auch als Meldereiter Dienst zu tun. Bereit im Jahr 263 n. Chr. war die Kohorte rund 600 Kilometer nach Nordwesten beordert worden, um dort ihren neuen Standort, das Kastell Talalati/Ras el Aïn im heutigen Tunesien, zu errichten. Das Zeitfenster, in dem die Truppe verschoben wurde, ist damit zwischen 259 und 263 n. Chr. einzuordnen. Schwere Niederlagen an anderen Grenzabschnitten des Reiches, darunter der endgültige Limesfall in den germanischen Provinzen, innerrömische Auseinandersetzungen, Truppenmangel und strategische Überlegungen könnten Kaiser Gallienus (260–268) am Höhepunkt der Reichskrise zu der politischen Entscheidung gezwungen haben, diesen Schritt zu gehen.

## Nachkastellzeitliche Nutzung
Im Zuge des Italienisch-Türkischen Krieges 1911 bis 1912 konnten italienische Truppen die jahrhundertelange türkische Besatzungszeit Libyens beenden, um ihrerseits als neue Kolonialmacht das Land in Besitz zu nehmen. Im Juli 1928 wurde italienisches Militär während eines einheimischen Aufstandes aus dem Raum Mizda nach Gheriat esh-Shergia verlegt und der Ort am 14. Juli 1928 besetzt. Bis 1943 bestand das ehemalige römische Kleinkastell anschließend als vollständig neu ausgebaute und stark erweiterte italienische Redoute unter dem Namen Bacone. Offenbar gingen die Italiener mit der antiken Bausubstanz nicht zimperlich um. Nachdem Goodchild die Baureste in den Jahren nach dem Zweiten Weltkrieg besichtigt hatte, ging er davon aus, dass die südöstliche Umfassungsmauer irgendwann den Hang hinuntergebrochen wäre. Eine von Mattingly geleitete archäologische Untersuchung des Jahres 1980 gab stattdessen ein gänzlich anderes Bild. Danach könnte diese Mauer abgerissen worden sein, als die Italiener das römische Bauwerk in ihr neues Fort integrierten. Anstelle der antiken Mauern entstanden dort eine Reihe von Büros beziehungsweise andere für ein Fort notwendige Räume. Auch so gut wie alle weiteren Reste der römischen Innenbebauung scheinen durch den Umbau für eine militärische Nutzung im 20. Jahrhundert zerstört worden zu sein.

Fort Bacone (2006)
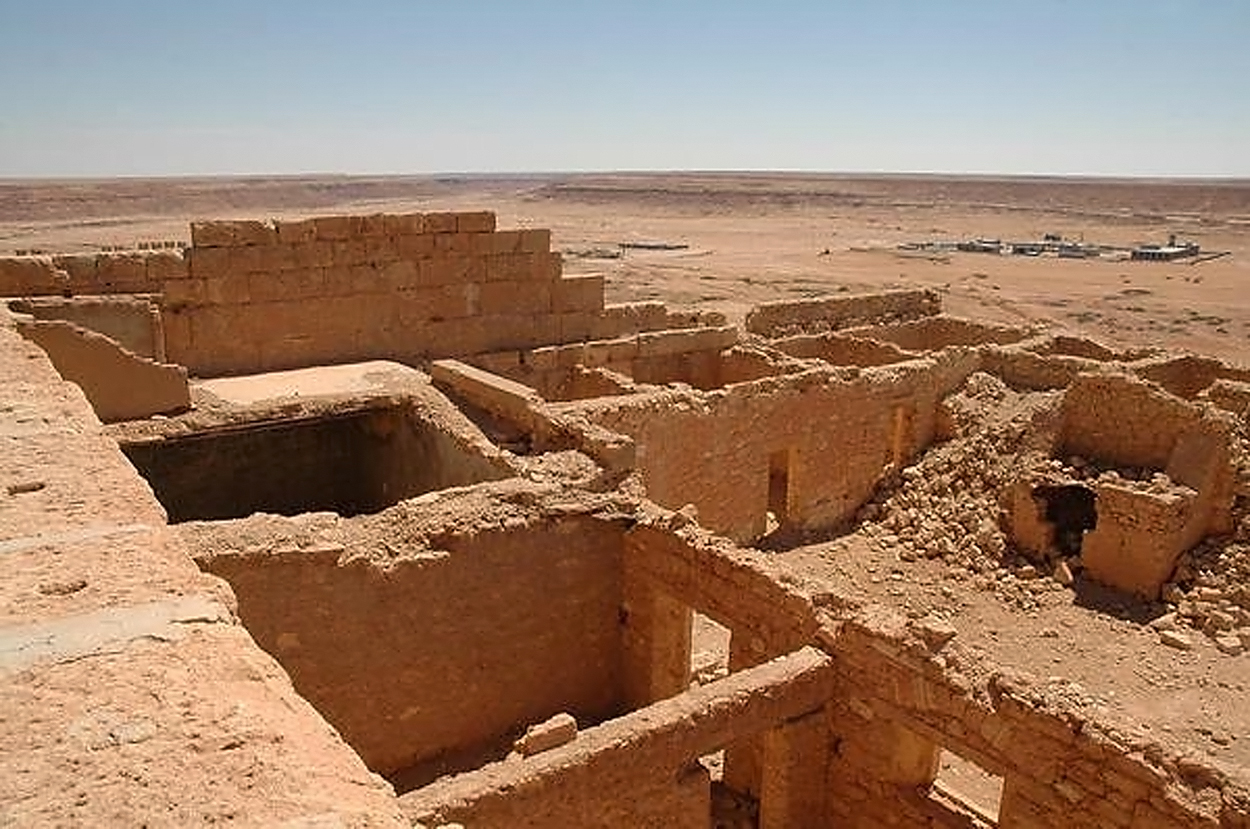
Ausblick vom italienischen Treppenturm an der Nordwestmauer über die nordöstliche Umfassungsmauer. Die Einbauten stammen ebenfalls aus italienischer Zeit. Das antike Quadermauerwerk ist deutlich sichtbar.
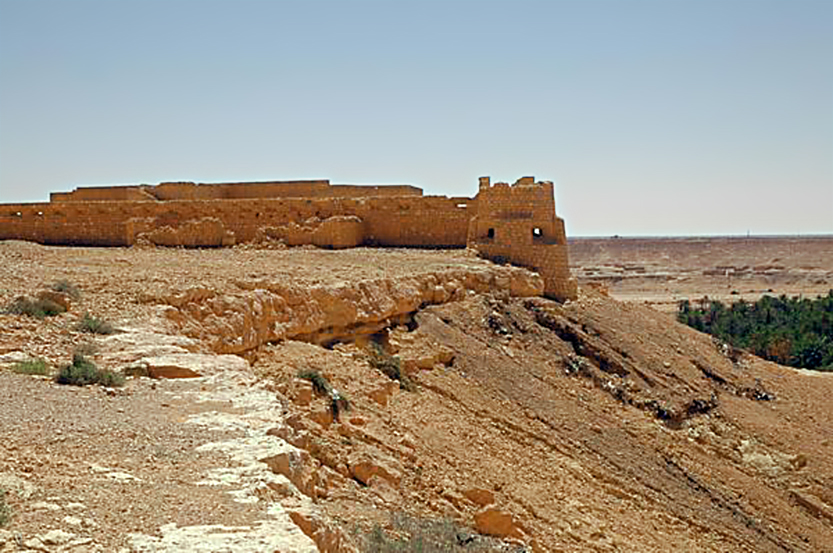
Nordostmauer und Nordostturm von Fort Bacone sowie der Abhang hinab zur Oase. Deutlich wird der weite Blick in den Fessan, der sich auch den römischen Besatzern bot.